# Trevor Ford (football américain)
(en) Statistiques sur pro-football-reference
(en) Statistiques sur statscrew
Trevor Demetrius Ford (né le 19 février 1986 à Miami) est un joueur américain de football américain évoluant au poste de cornerback. Il est actuellement agent libre.
Après avoir étudié à l'université Troy, il n'est pas drafté lors du draft de la NFL de 2009. Il est cependant choisi par les Packers de Green Bay qui le sélectionnent pour le roster actif (jouant en NFL). Mais il n'effectue aucun match lors de cette saison et est libéré durant la pré-saison 2010. Il signe avec les Cardinals de l'Arizona mais il est libéré avant le début de la saison.
Ford, boudé par la NFL, se tourne vers la UFL, signe avec les Hartford Colonials pour la saison 2010. Il est libéré en 2011.